# 重庆第二绕城高速公路
重庆第二绕城高速公路是重庆市的一条高速公路，又称重庆（新）三环高速，为重庆市“四环二十二射六十联线”的三环高速，位于重庆都市圈环线高速（原三环高速，现四环高速）和重庆绕城高速（二环）之间，规划里程285公里。

## 路线

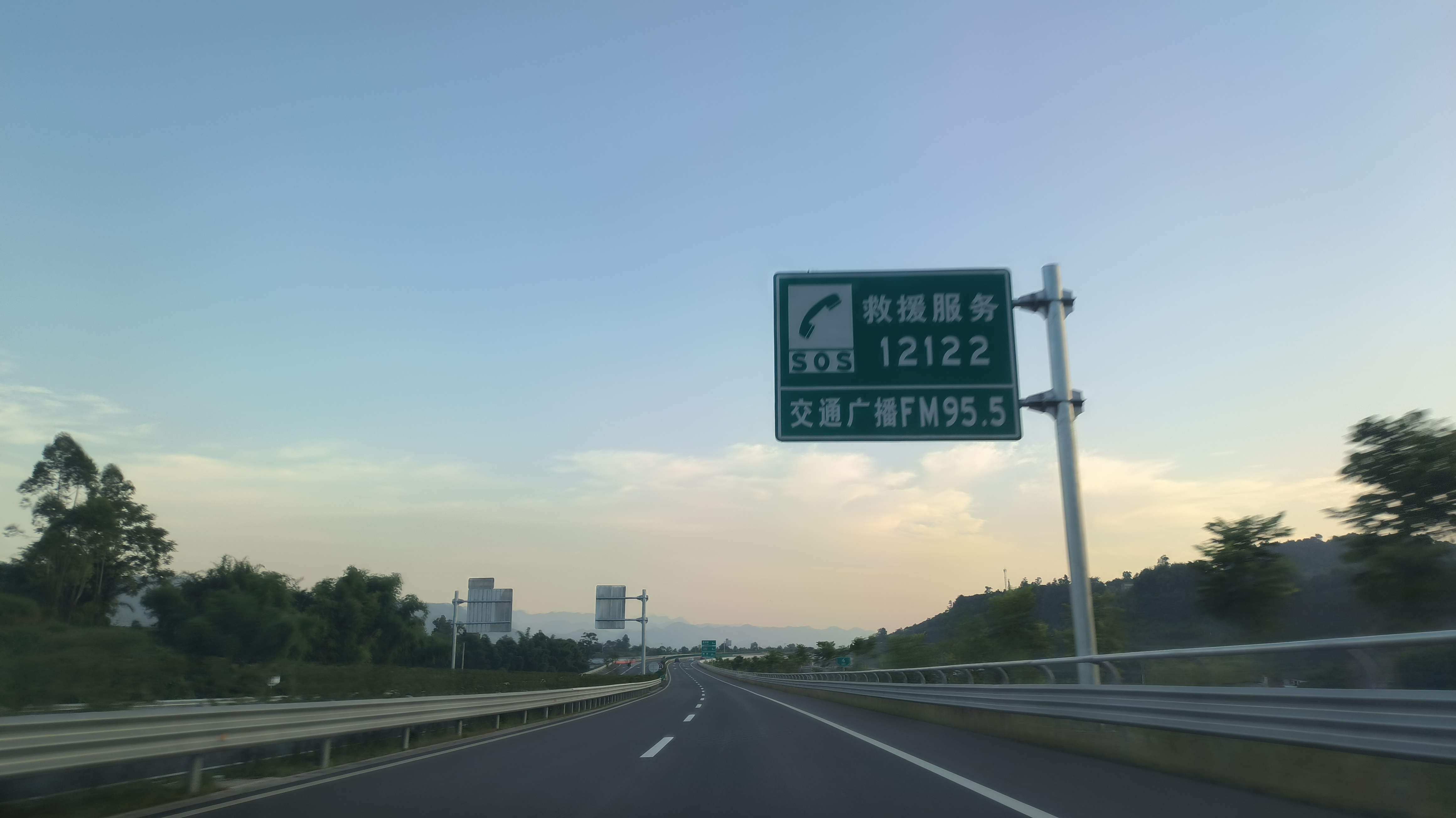
双凤枢纽附近

重庆第二绕城高速公路，起于合川区，经北碚、渝北、巴南、江津、璧山、北碚，最后回到合川区，规划里程285公里。其中合川经北碚、渝北至巴南的路段由原三环高速、南两高速、石渝高速已有路段组成，已建；巴南至江津段待建；江津至璧山段为合璧津高速（南段），在建；璧山至合川段由合璧津高速（北段）、澄江支线高速已有路段组成，前者已建。

## 历史
重庆三环高速最早在2005年随“三环十射三联线”规划提出，直至2023年未变；是年7月重庆市提出“四环二十二射六十联线”新规划，因原三环高速与绕城高速太远，其中东西方向间距最大达到约40公里，且东西段距主城区较远，过境车流仍然多选择绕城高速，导致原三环高速对过境车流的疏解能力有限，加之原三环高速南北两端又离主城区较近，故需要在原三环高速和绕城高速之间增加新的三环高速以加密环线路网，重庆第二绕城高速公路即被提出，用以分担过境车流、扩展城市空间，原三环高速则变为四环高速。
| 路段                                                  | 路段                     | 路段                              | 开建时间       | 开通时间       | 备注 |
| ----------------------------------------------------- | ------------------------ | --------------------------------- | -------------- | -------------- | ---- |
| 合川－巴南*                                           | 原三环高速（合川－长寿） | 江北村－箭沱湾互通                | 2015年9月28日  | 2021年10月18日 |      |
| 合川－巴南*                                           | 南两高速                 | 箭沱湾互通－太平桥互通            | 2016年底       | 2020年10月20日 |      |
| 合川－巴南*                                           | 石渝高速                 | 太平桥互通－丰盛互通              | 2009年12月27日 | 2013年12月23日 |      |
| 巴南－江津                                            | 巴南－江津               | 巴南－江津                        | 待建           | 待建           |      |
| 江津－璧山*                                           | 合璧津高速               | 孝市互通－慈云北互通 （江习高速） | 2014年6月12日  | 2017年12月30日 |      |
| 江津－璧山*                                           | 合璧津高速               | 慈云北互通－璧山西互通            | 2017年12月24日 | 在建           |      |
| 璧山－合川*                                           | 合璧津高速               | 璧山西互通－八塘                  | 2017年12月24日 | 2022年12月30日 |      |
| 璧山－合川*                                           | 澄江支线高速             | 八塘－江北村                      | 2021年6月7日   | 在建           |      |
| 注：“*”表示第二绕城高速公路规划提出前已建、在建路段。 |                          |                                   |                |                |      |